# The Battle of Evermore
"The Battle of Evermore" é uma canção lançada pela banda britânica de rock Led Zeppelin no álbum Led Zeppelin IV, em 1971.
Assim como duas outras canções do grupo, tem referências à saga O Senhor dos Anéis, de J. R. R. Tolkien, narrando a Batalha dos Campos de Pelennor; a letra foi criada por Jimmy Page no estúdio de gravação enquanto ele tocava o bandolim de John Paul Jones, tendo sido gravada com bandolim e violão e adaptada como um dueto entre Robert Plant e a cantora britânica Sandy Denny, sendo a única faixa da banda com um cantor de fora do grupo.
Ann e Nancy Wilson da banda Heart, fizeram um cover da canção em seu projeto paralelo, The Lovemongers. A canção fez parte da trilha sonora do filme Vida de Solteiro (1992), dirigido por Cameron Crowe.